# 弱形式
数学において弱形式（じゃくけいしき、英: weak formulation）は、線型代数学の概念を、例えば偏微分方程式などの他の分野において問題を解くために用いることを可能にする、重要な解析上の道具である。弱形式において、方程式の絶対性はもはや要求されず（適切である必要すらない）、代わりにあるテストベクトルあるいはテスト函数に関する弱解が存在する。これは超函数の意味で解を要求する問題を構成することと同値である。
ここでは弱形式に関するいくつかの例を紹介し、その解に対する主要な定理であるラックス＝ミルグラムの定理（Lax-Milgram theorem）を述べる。

## 一般の概念
{\displaystyle V} をあるバナッハ空間とする。次の方程式の解 {\displaystyle u\in V} を見つけたい。
{\displaystyle Au=f}
但し {\displaystyle A:V\to V'} および {\displaystyle f\in V'} であり、{\displaystyle V'} は {\displaystyle V} の双対である。
定義よりこの問題は全ての {\displaystyle v\in V} に対して次を満たすような {\displaystyle u\in V} を見つけることと同値である：
{\displaystyle [Au](v)=f(v)}.
ここで {\displaystyle v} をテストベクトルあるいはテスト函数と呼ぶ。
これを弱形式による一般的な形に書き換える。すなわち、次を満たす {\displaystyle u\in V} を見つける：
{\displaystyle a(u,v)=f(v)\quad \forall v\in V}
ただし {\displaystyle a} は双線型形式
{\displaystyle a(u,v):=[Au](v)}
である。以上の説明は非常に抽象的であるため、以下ではいくつかの例を見る。

## 例1：線型連立方程式
{\displaystyle V=\mathbb {R} ^{n}} と {\displaystyle A:V\to V} を線型写像とする。このとき、方程式
{\displaystyle Au=f}
の弱形式は、すべての {\displaystyle v\in V} に対して次の方程式を満たす {\displaystyle u\in V} を見つけることとなる。
{\displaystyle \langle Au,v\rangle =\langle f,v\rangle \,}
ここで {\displaystyle \langle \cdot ,\cdot \rangle } は内積を表す。
{\displaystyle A} は線型写像なので、基底ベクトルに対して調べれば十分である。すると
{\displaystyle \langle Au,e_{i}\rangle =\langle f,e_{i}\rangle \quad i=1,\ldots ,n\,}
が得られる。実際、{\displaystyle u=\sum _{j=1}^{n}u_{j}e_{j}} と展開することで、次の行列の形式での方程式が得られる。
{\displaystyle \mathbf {A} \mathbf {u} =\mathbf {f} .}
ここで {\displaystyle a_{ij}=\langle Ae_{j},e_{i}\rangle } および {\displaystyle f_{i}=\langle f,e_{i}\rangle } である。
この弱形式に関連する双線型形式は、次で与えられる。
{\displaystyle a(u,v)=\mathbf {v} ^{T}\mathbf {A} \mathbf {u} .}

## 例2 ポアソン方程式
ここでの目標は、ある領域 {\displaystyle \Omega \subset \mathbb {R} ^{d}} 上の次のポアソン方程式
{\displaystyle -\nabla ^{2}u=f\,}
の解で、境界で {\displaystyle u=0} となるようなものを見つけることである。また解空間 {\displaystyle V} は後述の議論で決定する。弱形式の導出のために、次の {\displaystyle L^{2}}-スカラー内積を用いる：
{\displaystyle \langle u,v\rangle =\int _{\Omega }uv\,dx.}
微分可能な函数 {\displaystyle v} をテスト函数として用いることで、次が得られる。
{\displaystyle -\int _{\Omega }(\nabla ^{2}u)v\,dx=\int _{\Omega }fv\,dx.}
この方程式の左辺は、グリーンの恒等式を用いた部分積分により、より対称的な次の形式で記述できる。
{\displaystyle \int _{\Omega }\nabla u\cdot \nabla v\,dx=\int _{\Omega }fv\,dx.}
これは正しくポアソン方程式の弱形式と通常呼ばれるものである。ここで空間 {\displaystyle V} を定義する必要がある。この空間は、この方程式を導けるものでなければならない。したがってこの空間における導函数は二乗可積分である必要がある。実際、ゼロ境界条件で、弱微分が {\displaystyle L^{2}(\Omega )} に属す函数からなるソボレフ空間 {\displaystyle H_{0}^{1}(\Omega )} を考えれば、目的は満たされる。
次のように記号を定めることで、一般的な形を得ることが出来る：
{\displaystyle a(u,v)=\int _{\Omega }\nabla u\cdot \nabla v\,dx}
および
{\displaystyle f(v)=\int _{\Omega }fv\,dx.}

## ラックス＝ミルグラムの定理
これは双線型形式の対称部分の性質に依存するラックス＝ミルグラムの定理（Lax-Milgram theorem）の構成である。最も一般的な形という訳ではない。
{\displaystyle V} をヒルベルト空間とし、{\displaystyle a(\cdot ,\cdot )} を {\displaystyle V} 上の双線型形式で、次を満たすものとする：
1. 有界： {\displaystyle |a(u,v)|\leq C\|u\|\|v\|}
2. 強圧的： {\displaystyle a(u,u)\geq c\|u\|^{2}.}

このとき、任意の {\displaystyle f\in V'} に対して、次の方程式には唯一つの解 {\displaystyle u\in V} が存在する。
{\displaystyle a(u,v)=f(v).}
また次が成立する。
{\displaystyle \|u\|\leq {\frac {1}{c}}\|f\|_{V'}.}

### 例1への応用
この場合、ラックス＝ミルグラムの定理を適用することは明らかに十分すぎるものであるが、他の場合と同様の形にするためにこの定理を使用する。
- 有界性： {\displaystyle \mathbb {R} ^{n}} 上のすべての双線型形式は有界である。特に、次が成り立つ。
{\displaystyle |a(u,v)|\leq \|A\|\,\|u\|\,\|v\|\,}
- 強圧性： これは実際、{\displaystyle A} の固有値の実部が {\displaystyle c} よりも小さくないことを意味する。これは特に、ゼロ固有値が存在しないことを意味するので、系は可解である。

さらに次の評価が得られる。
{\displaystyle \|u\|\leq {\frac {1}{c}}\|f\|,\,}
ここで {\displaystyle c} は {\displaystyle A} の固有値の最小実部である。

### 例2への応用
上述のように、{\displaystyle V=H_{0}^{1}(\Omega )} とし、ノルムは次で定める。
{\displaystyle \|v\|_{V}:=\|\nabla v\|}
ここで右辺のノルムは {\displaystyle \Omega } 上での {\displaystyle L^{2}}-ノルムである（ポアンカレ不等式により、これは正しく {\displaystyle V} 上のノルムを与える）。しかし、{\displaystyle |a(u,u)|=\|\nabla u\|^{2}} であり、コーシー＝シュワルツの不等式より次が成り立つ：{\displaystyle |a(u,v)|\leq \|\nabla u\|\,\|\nabla v\|}。
したがって、任意の {\displaystyle f\in [H_{0}^{1}(\Omega )]'} に対して、ポアソン方程式の唯一つの解 {\displaystyle u\in V} が存在し、次の評価が得られる。
{\displaystyle \|\nabla u\|\leq \|f\|_{[H_{0}^{1}(\Omega )]'}.}